# Crucis (álbum)
Crucis es el primer álbum de la banda argentina de rock progresivo Crucis, lanzado en el año 1976 por RCA Victor. 

## Detalles
El material de este disco fue compuesto en su mayoría por su líder Gustavo Montesano. 
El LP fue producido por Jorge Álvarez con la colaboración (supervisión) de Charly García, quien además programó los sintetizadores Moog.
García concurrió al Teatro Astral de Buenos Aires para comprobar la performance de la banda, y quedó tan asombrado que se ofreció para apadrinar al grupo y ayudarlo con su primer disco.

## Lista de temas
Todas las canciones escritas y compuestas por Gustavo Montesano excepto «Determinados espejos» de Montesano, Marrone, Kerpel, Farrugia. 
| Crucis |                                        |              |          |  |
| N.º    | Título                                 | Escritor(es) | Duración |  |
| 1.     | «Todo tiempo posible»                  |              | 04:09    |  |
| 2.     | «Mes»                                  |              | 04:57    |  |
| 3.     | «Corto amanecer»                       |              | 02:58    |  |
| 4.     | «La triste visión del entierro propio» |              | 04:57    |  |
| 5.     | «Irónico ser»                          |              | 04:10    |  |
| 6.     | «Determinados espejos»                 |              | 06:56    |  |
| 7.     | «Recluso artista»                      |              | 06:47    |  |
| 35:37  |                                        |              |          |  |

## Músicos
- Gustavo Montesano: Bajo y voz
- Pino Marrone: Guitarra y voz
- Aníbal Kerpel: Teclados
- Gonzalo Farrugia: Batería y percusión

Otros
- Jorge Álvarez: Producción
- Charly García: Programación de sintetizadores (Moog), supervisión general de sonido
- Juan Gatti: Arte de tapa

- Datos: Q5792324